# Kameraväska

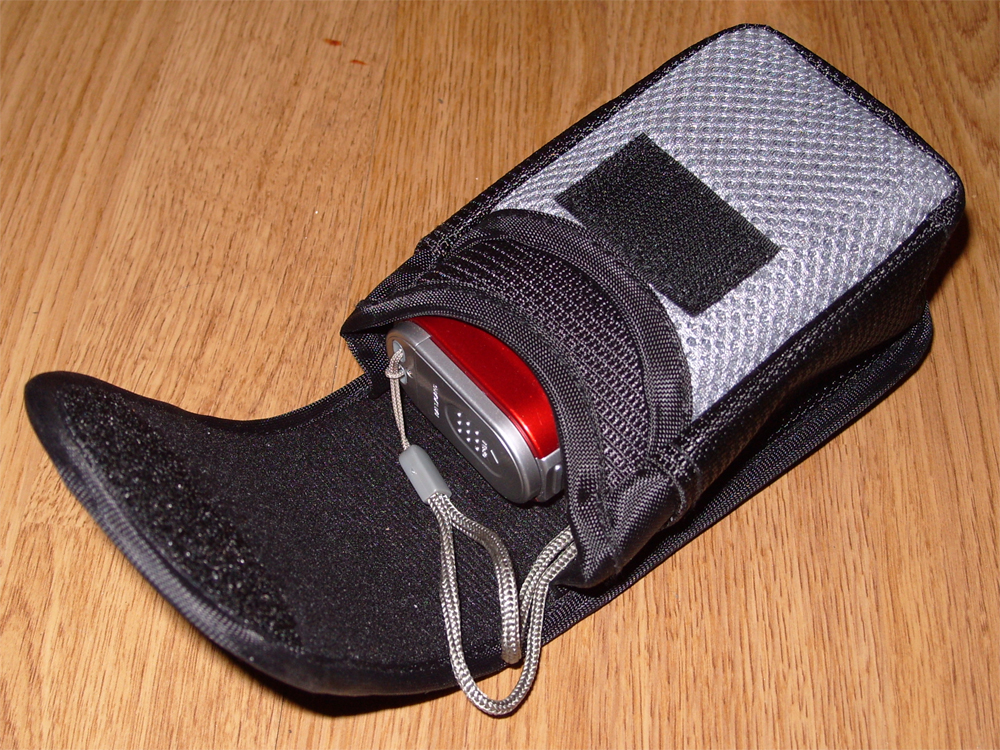
Fodral

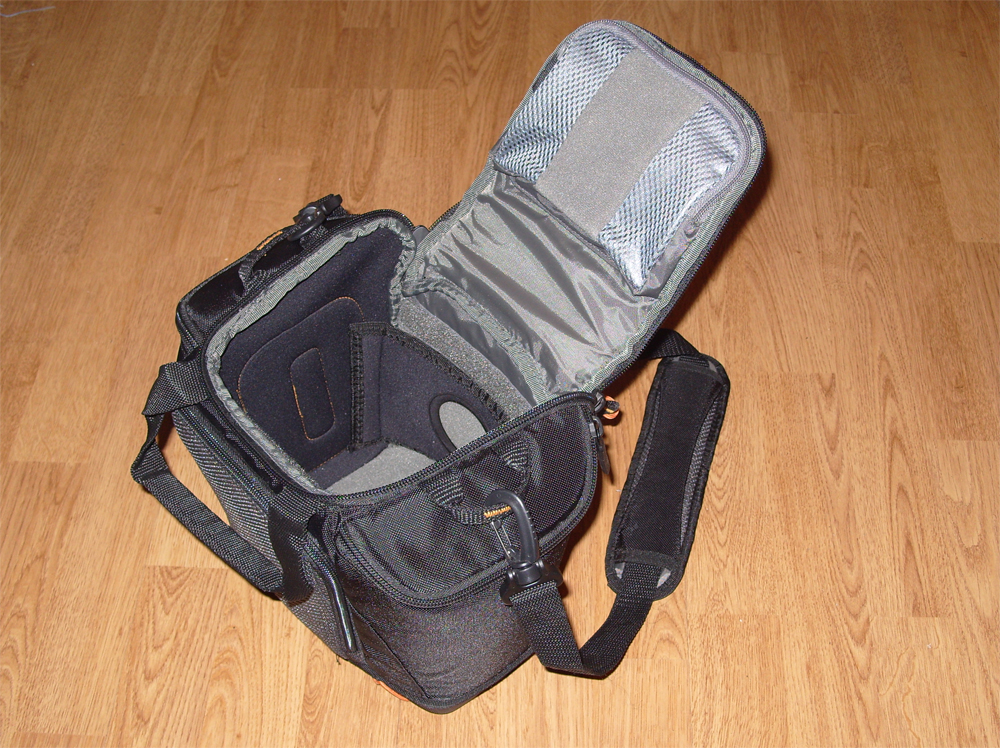
Toppmatad väska

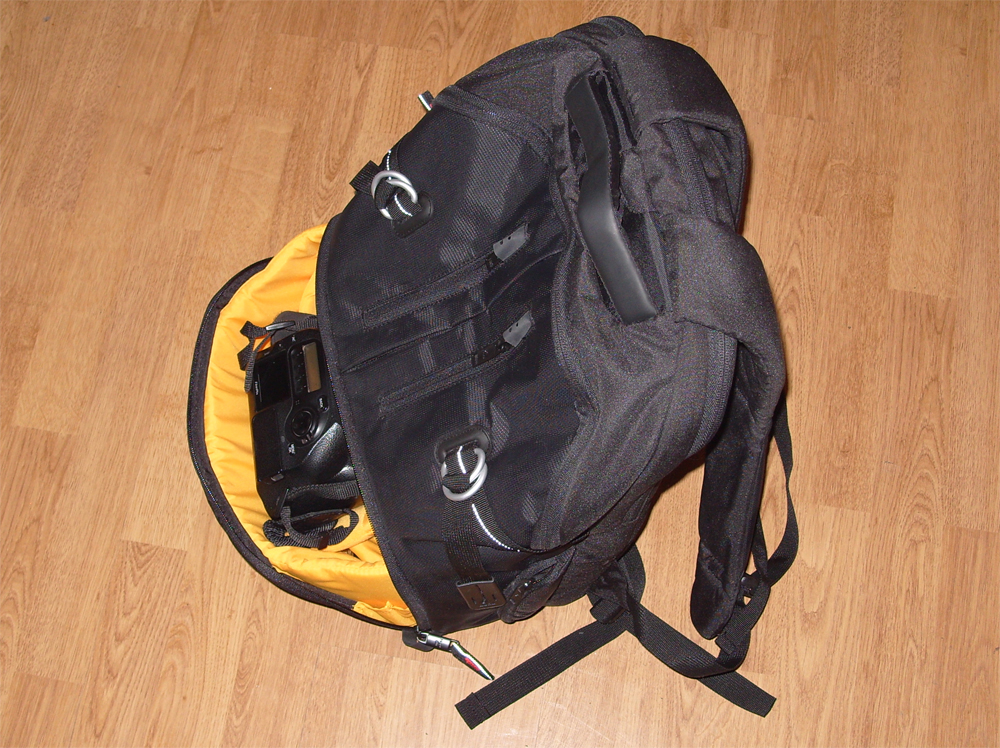
Ryggsäcksmodell

Kameraväska är en liten väska i vilken en kamera förvaras. Fodralet skyddar kameran mot exempelvis stötar och damm. Kameraväskor finns i många olika utseenden och färger. För större kameror finns också större väskor och även ryggsäckar. För systemkameror finns ryggsäckar med stora fack för exempelvis objektiv. En beredskapsväska är ett fodral av läder eller liknande som knäpps fast på kameran och sitter kvar under fotograferingen.

## Kamerafodral
Kamerafodralet är en liten ficka där man kan förvara kompakta kameror. Fodralet skyddar kameran mot exempelvis stötar och damm.  

## Toppmatad väska
Toppmatade väskor finns i ett flertal storlekar, varav de större lämpar sig bäst för systemkameror.
De större varianterna är oftast utförda som axelväskor, och vissa fabrikat kan extrautrustas med ryggsäcksremmar. De mindre varianterna, ofta i utförande som midjeväskor, lämpar sig bäst för större kompaktkameror eller en mindre systemkamerautrustning.
Ett specialfall av toppmatad väska är den rörformade, som är avsedd för ett kamerahus med ett långt teleobjektiv monterat.

## Ryggsäcksmodell
För fotografer med stor kamerautrustning och för den som ska gå långt med sin utrustning är ryggsäcksmodellen ett gott val. 